# Anatotitan
Genre
Espèce
Anatotitan était un ancien genre éteint, aujourd'hui invalide, de dinosaures ornithopodes hadrosauridés (« dinosaure à bec de canard ») qui a vécu dans l′actuelle Amérique du Nord au Crétacé supérieur. 
Ce genre et sa seule espèce Anatotitan copei sont considérés depuis 2011 comme des synonymes juniors d'Edmontosaurus annectens, ce qui rend obsolète le nom de genre Anatotitan.

## Découverte
Des restes d'Anatotitan ont été découverts dans les formations de Hell Creek et de Lance, qui datent de la toute fin du Crétacé, au Maastrichtien supérieur, c'est-à-dire les trois derniers millions d'années avant l'extinction des dinosaures non aviens (−66 millions d'années)

## Inventaire des fossiles retrouvés
- AMNH 5730 et 5886 : deux squelettes quasi complets ;
- De nombreux autres éléments.

## Description
Six spécimens ont été retrouvés à ce jour, dans les États du Dakota du Sud et du Montana. Plusieurs de ces spécimens sont des squelettes complets, avec des crânes en bon état. D'une taille approchant les 12 mètres de longueur, avec une tête longue et basse, l'anatotitan est l'un des exemples les plus marquants de « dinosaure à tête de canard » que l'on retrouve chez les hadrosauridés. Sa taxonomie a souvent changé, passant par les genres Anatosaurus, Diclonius, et Trachodon avant d'être invalidé au début des années 2010 et de disparaître de toute publication,,.
Le premier fossile d'anatotitan a été découvert en 1882 par Edward Drinker Cope qui l'appela alors Diclonius. Il fut par la suite nommé Trachodon mirabilis puis, décrit par Richard Swann Lull et Nelda Wright en 1942, il fut encore une fois renommé en Anatosaurus copei. 
En 1990, Ralph Chapman et Michael Brett-Surman pensaient qu'Anatosaurus copei était assez différent d’Edmontosaurus pour en faire un genre séparé. Ils créent alors le nom d’Anatotitan, du latin anas (« canard ») et du grec titan pour donner « grand canard », dont la validité a duré jusqu'en 2011.

## Paléobiologie
En tant qu'hadrosauridé, Anatotitan était probablement un grand herbivore, mangeant des plantes grâce à une formation crânienne qui permettait un mouvement de mâchoire semblable à la mastication. Ses dents étaient continuellement remplacées au sein de batteries de centaines d'unités. Comme d'autres hadrosaures, il se déplaçait de manière bipède et quadrupède selon ses besoins.
La présence de larges dépressions près des narines pourrait refléter la présence de diverticules, sorte de sacs de tissus mous qui auraient servi pour les signaux visuels et auditifs.